# Barra de Nexpa
Barra de Nexpa o Río Nexpa (México) es una localidad ubicada en la Costa del Estado de Michoacán, en el municipio de Aquila(Michoacán), sobre el kilómetro 55 de la carretera federal 200 (Ciudad Lázaro Cárdenas - Tecomán).
Nexpa, la playa de Michoacán que es el sueño de todo surfer, es un sitio rodeado de cocoteros, tiene una larga playa ideal para la natación y el esquí acuático, por su extensión y tipo de marea, es el sueño de todo practicante de surfing por lo que aquí concurren surfistas de todas partes del mundo. 
En Nexpa encuentras desde cabañas rústicas y área de acampado hasta habitaciones con TV y aire acondicionado; Nexpa es venir y quedarse a disfrutar del paisaje y la tranquilidad del lugar. Ideal también para la pesca deportiva, el turismo de aventura y el ecoturismo.
Aquí desemboca el río del mismo nombre y la cercanía ofrece posibilidades de practicar el kayak.
Cuenta con camiones que vienen de Lázaro Cárdenas, comunicación aérea y marítima además encontrarás una zona arqueológica importante aunque no muy estudiada.

## Historia
Nexpa no es hoy lo que fue ayer, ni lo que será mañana. Debo admitir que cuando me di a la tarea de investigar cómo es que mi rincón favorito del mundo se convirtió en lo que ahora es, no tenía idea por dónde empezar. Lo que puedo decir ahora es lo que a mí me tocó vivir y lo que me contaron mis antepasados.
Todo inició un día cuando un hombre enamorado de su tierra decidió darle asilo a cuatro extranjeros que venían del norte del país con rumbo al sur y que sólo estaban de paso. Ellos (cuenta mi abuelo) cargaban consigo pesadas maletas y lucían muy cansados, lo que más le sorprendió a mi abuelo fue el hecho de que en medio de la nada estos viajeros llegaran como si conocieran el lugar, se les veía admirados y por su expresión, muy emocionados por estar allí. Esa noche además fue muy extraña porque un fuerte terremoto sacudió la tierra.
La mañana siguiente de su llegada, los hombres se dirigían a la playa mientras mi abuelo caminaba a una huerta de cocos que tenía al lado del río; nadie se imaginaba que los viajeros encontrarían ese día el mayor tesoro de su vida. Grandes olas se dejaban entrever en la maleza, en ese entonces el mar era algo cotidiano que no llamaba la atención de los pocos locales, de hecho cuando mi bisabuelo repartió la tierra entre sus 5 hijos mi abuelo tuvo la “desfortuna” de heredar tierras infértiles donde lo único que crecía eran las palmas y no lo que entonces dejaba el sustento como eran los mangos y las papayas que debían crecer en tierra y no en arena.
El aire soplaba fuerte, zumbaba en los oídos de los boquiabiertos viajantes y se llevaba restos de palabras incomprensibles para el oído de los aldeanos, lo que a su vez les dificultaba la comunicación, la poca gente que había en el lugar se quedó admirada cuando los hombres con sus caras pintadas de blanco y enrojecidas por el quemante sol de la media mañana se subieron a sus “balsas sin borde” y se echaron a nadar hacia los confines del mar.
Sin miedo a la muerte los hombres lucían emocionados, desde lo lejos se les podía percibir eufóricos, y nadie sabía lo que iba a pasar después, varios hombres, mujeres y niños se acercaron a la orilla y miraban a lo lejos, las olas enormes amenazaban con ahogar a los atrevidos hombres, la gente se ponía nerviosa y ellos cada vez se alejaban más, de pronto la sorpresa se hizo presente, uno de los hombres se dio la vuelta y nado como loco hacia la orilla, atrás de él venía una ola enorme, galopante como los caballos blancos rompiendo por la izquierda, abriéndose paso por el extenso mar que imponía su presencia, ese hombre se había atrevido a desafiarlo y los hombres pensaban que encontraría su castigo, “quien lo manda”, “mira ya se ahogó”, frases que salían de esos hombres que miraban estupefactos, la ola cada vez se hacía más grande pero al extranjero parecía no importarle mientras seguía nadando cada vez más fuerte, hasta que de pronto en un solo salto se puso de pie sobre su tabla, se balanceó un poco pero logró tomar la inmensa ola, todos cerraron sus bocas, callaron sus palabras y sintieron una emoción que les revolvió el estómago. Mi abuelo se detuvo, miro al horizonte del mar y pudo ver un espectáculo que no se le olvidaría nunca.
Esa fue la primera vez que las olas de Nexpa fueron conquistadas por cuatro surfistas, y como una plaga el nombre de mi pueblo atravesó naciones, era más conocido incluso que en México, cada día más y más extranjeros llegaban “de paso”, pero se enamoraban tanto del lugar que se quedaban meses y regresaban el siguiente año.
Así fue como mi abuelo Gilberto Mellin Vargas decidió fundar en sus tierras infértiles una pequeña aldea de cabañas rústicas que recibían a los viajeros, y desde entonces las noches de Nexpa nunca fueron las mismas, todas eran diferentes, había amigos de todo el mundo y gente que se iba y regresaba, la nostalgia siempre invadía a los que se iban y la emoción siempre recaía sobre los que llegaban. El tiempo pasó y mis padres y tíos se hicieron cargo del negocio, lo hicieron crecer y ahora cada vez más gente Mexicana nos visita.
Nexpa no es hoy lo que fue ayer, ni lo que será mañana, porque todas las noches de Nexpa son distintas, porque es tierra un poco mía y un poco de todo el mundo, porque estoy seguro que no soy el único que desearía que Nexpa jamás se terminara.